# 波普拉和萊姆豪斯 (英國國會選區)

選區在大倫敦的位置

波普拉和萊姆豪斯（英語：Poplar and Limehouse），英國國會一自治市選區，包括大倫敦中部塔村倫敦自治市南部的八個地方選區。
始設於2010年。2010年大選中工黨的詹姆斯·菲茨帕特里克以40.0%選票成功連任。